# Seznam diplomatických zástupců Československa při Svatém stolci
Přehled československých diplomatických zástupců při Svatém Stolci
- 1920-1922 prof. Kamil Krofta (1876-1945) vyslanec
- 1922-1926 Václav Pallier (1880-1947) vyslanec
- 1925-1928 JUDr. Eduard Jelen (1891-1968) legační rada
- 1928-1939 Vladimír Radimský (1880-1977) vyslanec
  - 1939-1945 (Karol Sidor) (1901-1953) vyslanec Slovenského štátu
- 1945-1946 František Schwarzenberg (1913-1992) chargé d'affaires
- 1946-1948 JUDr. Artur Maixner (1889-1971) vyslanec
- 1949-1950 Ilja Rath chargé d'affaires
- 1990-1993 PhDr. František X. Halas (nar. 1935) velvyslanec